# Limonium thaenicum
Espèce
Limonium thaenicum est une espèce de plantes à fleurs de la famille des Plumbaginaceae endémique de la Tunisie.